# 悲しみの町
『悲しみの町』（かなしみのまち）は、藤圭子のスタジオ・アルバム。1973年2月25日発売。発売元はRCA。規格品番はJRS-7237。2016年1月8日にソニー・ミュージックダイレクトから初CD化された。CD盤の規格品番はDYCL-571。

## 解説
シングル・レコード「花は流れて」（1972年9月25日発売、JRT-1257）と「悲しみの町」（1972年12月5日発売、JRT-1267）が収録された藤圭子のLPスタジオ・アルバムである。それぞれのB面曲は未収録。また、のちにシングル盤「明日から私は」（1973年3月25日発売、JRT-1277）のB面に「別れ道」が収録された。
ソニー系列のECサイト「Sony Music Shop」内のオーダーメイドファクトリーで商品化が決定し、2016年に初CD化された。CD化の際、音源に対しデジタル・リマスタリングが施された。また、CD規格は「高品質CD」とされるBlu-specCD2仕様である。
歌詞カードには藤中治によるライナーノーツが掲載されている。

## 収録曲
- レコードではM-1〜M-6がA面、M-7〜M-12がB面

1. 悲しみの町（3分40秒）[4]
  - 作詞: 石坂まさを、作曲: 浜圭介、編曲: 竜崎孝路
2. 女のメロディー（3分9秒）
  - 作詞: 石坂まさを、作曲・編曲: 鈴木邦彦
3. 愛の孤独（3分17秒）
  - 作詞: 石坂まさを、作曲: たつみりょう、編曲: 馬飼野俊一
4. ある別れの詩（3分32秒）
  - 作詞: 石坂まさを、作曲・編曲: 曾根幸明
5. 裏日本も雨でしょう（3分41秒）
  - 作詞: 山上路夫、作曲・編曲: 鈴木邦彦
6. 花は流れて（4分2秒）
  - 作詞: 石坂まさを、作曲: 鈴木邦彦、編曲: 池田孝
7. 国際線に乗る女（3分50秒）
  - 作詞: 阿久悠、作曲・編曲: 森田公一
8. みんな行ってしまった（3分46秒）
  - 作詞: 小谷夏、作曲: 橋本千恵子、編曲: 竜崎孝路
9. めもらんだむ横浜（3分50秒）
  - 作詞: 小谷夏、作曲: 小林正、編曲: 竜崎孝路
10. 別れ道（2分55秒）
  - 作詞: 石坂まさを、作曲・編曲: 鈴木邦彦
11. それがどうしてこうなった（3分30秒）
  - 作詞: 阿久悠: 作曲: 三原慶、編曲: 馬飼野康二
12. サントロペに死す（3分49秒）
  - 作詞: 阿久悠、作曲: むつひろし、編曲: 竜崎孝路